# Кекконен, Матти
Ма́тти Ка́лева Ке́кконен (фин. Matti Kaleva Kekkonen; 4 сентября 1928, Хельсинки, Финляндия — 3 июля 2013, там же) — финский политик, правительственный советник, член Парламента Финляндии от партии Финляндский центр; министр транспорта в первом Кабинете Паасио (1967—1968).

## Биография
Родился 4 сентября 1928 года в Хельсинки, в семье Урхо Кекконена.
Получил юридическое образование. Имел звание младшего лейтенанта. С 22 июля 1958 по 22 марта 1970 года был членом Парламента Финляндии от партии Финляндский центр.
На основании исследований профессора Хельсинкского университета Киммо Рентола, в 1956—1982 годах, в период президентских полномочий Урхо Кекконена, Матти предоставлял свою квартиру для его встреч с резидентурой КГБ в Финляндии.
Состоял в коллегии выборщиков на президентских выборах 1962 и 1968 годов.
С 8 сентября 1967 по 21 марта 1968 года занимал должность министра транспорта в первом Кабинете Паасио.
Скончался 3 июля 2013 года в Хельсинки.

## Семья
- Отец — Урхо Кекконен (1900—1986), президент Финляндии
- Мать — Сюльви Уйно (фин. Sylvi Uino, 1900—1974), писательница
- Брат-близнец — Танели Кекконен (1928—1985), финский дипломат